# Ventaja heterocigótica
Una ventaja heterocigótica describe el caso en el que el genotipo heterocigoto tiene una aptitud relativa más alta que el genotipo homocigoto dominante u homocigoto recesivo. El caso específico de ventaja heterocigota debido a un solo locus se conoce como sobredominancia. sobredominio es una condición en genética donde el fenotipo del heterocigoto se encuentra fuera del rango fenotípico de ambos padres homocigóticos, y los individuos heterocigotos tienen una aptitud física más alta que los individuos homocigotos. 
El polimorfismo se puede mantener mediante la selección favorece el heterocigoto, y este mecanismo se utiliza para explicar la aparición de algunos tipos de variabilidad genética. Un ejemplo común es el caso en el que el heterocigoto transmite ventajas y desventajas, mientras que ambos homocigotos transmiten una desventaja. Un caso bien establecido de ventaja heterocigota es el del gen involucrado en la anemia de células falciformes. 
A menudo, las ventajas y desventajas transmitidas son bastante complicadas, ya que más de un gen puede influir en un rasgo o morfo dado. Los genes principales casi siempre tienen efectos múltiples (pleiotropismo), que pueden transmitir simultáneamente rasgos ventajosos separados y rasgos desventajosos sobre el mismo organismo. En este caso, el estado del medio ambiente del organismo proporcionará selección, con un efecto neto que favorecerá o trabajará en oposición al gen, hasta que se alcance un equilibrio ambientalmente determinado. 
La ventaja de los heterocigotos es un importante mecanismo subyacente para la heterosis, o "vigor híbrido", que es la función mejorada o mejorada de cualquier calidad biológica en una descendencia híbrida. Investigaciones previas, comparando medidas de dominancia, sobredominancia y epistasis (principalmente en plantas), encontraron que la mayoría de los casos de ventaja heterocigota se debieron a la complementación (o dominancia), el enmascaramiento de alelos recesivos deletéreos por alelos de tipo salvaje, como se analiza en los artículos Heterosis y Complementación (genética), pero también hubo hallazgos de sobredominio, especialmente en arroz. Investigaciones más recientes, sin embargo, han establecido que también hay una contribución epigenética a la ventaja heterocigótica, principalmente según lo determinado en plantas, aunque también se informa en ratones.

## En teoría
Cuando dos poblaciones de cualquier organismo sexual se separan y se mantienen aisladas entre sí, las frecuencias de las mutaciones perjudiciales en las dos poblaciones diferirán con el tiempo, según la deriva genética. Sin embargo, es muy poco probable que las mismas mutaciones perjudiciales sean comunes en ambas poblaciones después de un largo período de separación. Dado que las mutaciones de pérdida de función tienden a ser recesivas (dado que las mutaciones dominantes de este tipo generalmente impiden que el organismo se reproduzca y, por lo tanto, transmitan el gen a la próxima generación), el resultado de cualquier cruce entre las dos poblaciones será más adecuado que el padre. 
Este artículo trata sobre el caso específico de la sobredominancia de la condición física, donde la ventaja de la forma física de la cruz es causada por ser heterocigotos en un solo locus específico. 

## Confirmación experimental
Se han demostrado casos de ventaja heterocigótica en varios organismos, incluidos los humanos. La primera confirmación experimental de la ventaja heterocigótica fue con Drosophila melanogaster, una mosca de la fruta que ha sido un organismo modelo para la investigación genética. En un estudio clásico sobre la mutación de ébano, Kalmus demostró cómo el polimorfismo puede persistir en una población a través de la ventaja heterocigótica.
Si la debilidad fuera el único efecto del alelo mutante, de modo que solo presentara desventajas, la selección natural eliminaría esta versión del gen hasta que se extinguiera de la población. Sin embargo, la misma mutación también transmitió ventajas, proporcionando una viabilidad mejorada para individuos heterocigotos. El heterocigoto no expresó ninguna de las desventajas de los homocigotos, pero ganó una viabilidad mejorada. El homocigoto tipo salvaje era perfectamente sano, pero no poseía la viabilidad mejorada del heterocigoto y, por lo tanto, estaba en desventaja en comparación con el heterocigoto en la supervivencia y la reproducción. 
Esta mutación, que a primera vista parecía ser dañina, confiere una ventaja suficiente a los heterocigotos para que sea beneficiosa, de modo que permanezca en equilibrio dinámico en el acervo genético. Kalmus introdujo moscas con la mutación de ébano en una población de tipo salvaje. El alelo de ébano persistió a través de muchas generaciones de moscas en el estudio, con frecuencias de genotipo que variaron del 8% al 30%. En poblaciones experimentales, el alelo de ébano fue más prevalente y, por lo tanto, ventajoso cuando las moscas se criaron a temperaturas bajas y secas, pero menos en ambientes cálidos y húmedos. 

## En genética humana

### Anemia falciforme

Posible ventaja de ser heterocigótico para la enfermedad de la anemia de células falciformes (A) frente a la respuesta normal de las células sanguíneas (B) cuando se infecta con malaria.

La anemia falciforme (SCA) es un trastorno genético causado por la presencia de dos alelos incompletamente recesivos. Cuando los glóbulos rojos de una víctima se exponen a condiciones de bajo oxígeno, las células pierden su forma redonda saludable y se convierten en hoz. Esta deformación de las células puede hacer que se alojen en los capilares, privando a otras partes del cuerpo de suficiente oxígeno. Cuando no se trata, una persona con SCA puede sufrir ataques periódicos dolorosos, que a menudo causan daños en los órganos internos, accidentes cerebrovasculares o anemia. Típicamente, la enfermedad resulta en muerte prematura. 
Debido a que el trastorno genético no es completamente recesivo, una persona con un solo alelo de SCA y un alelo no afectado tendrá un fenotipo "mixto": el paciente no experimentará los efectos nocivos de la enfermedad, pero seguirá teniendo un rasgo de células falciformes, por lo que algunos de los glóbulos rojos sufren efectos benignos de SCA, pero nada lo suficientemente grave como para ser dañino. Los afectados por el rasgo de células falciformes también se conocen como portadores: si dos portadores tienen un hijo, hay un 25% de posibilidades de que su hijo tenga SCA, un 50% de posibilidades de que su hijo sea portador y un 25% de posibilidades de que El niño no tendrá SCA ni será portador. Si la presencia del alelo SCA confiriera solo rasgos negativos, se esperaría que su frecuencia de alelo disminuyera generación tras generación, hasta que su presencia fuera eliminada completamente por selección y por casualidad. 
Sin embargo, la evidencia convincente indica que, en áreas con brotes de malaria persistentes, los individuos con el estado heterocigoto tienen una clara ventaja (y esta es la razón por la cual los individuos con alelos heterocigotos son mucho más comunes en estas áreas). Las personas con el rasgo de hoz benigna poseen resistencia a la infección por malaria. El patógeno que causa la enfermedad pasa parte de su ciclo en los glóbulos rojos y provoca una caída anormal en los niveles de oxígeno en la célula. En los portadores, esta caída es suficiente para desencadenar la reacción completa de células falciformes, lo que hace que las células infectadas se eliminen rápidamente de la circulación y limiten fuertemente el progreso de la infección. Estas personas tienen una gran resistencia a las infecciones y tienen una mayor probabilidad de sobrevivir a los brotes. Sin embargo, aquellos con dos alelos para SCA pueden sobrevivir a la malaria, pero generalmente morirán de su enfermedad genética a menos que tengan acceso a atención médica avanzada. Aquellos de los casos homocigotos "normales" o de tipo salvaje tendrán una mayor probabilidad de transmitir sus genes con éxito, ya que no hay posibilidad de que su descendencia sufra de SCA; sin embargo, son más susceptibles a morir por una infección de malaria antes de que tengan la oportunidad de transmitir sus genes. 
Esta resistencia a la infección es la razón principal por la que el alelo SCA y la enfermedad SCA todavía existen. Se encuentra con mayor frecuencia en poblaciones donde la malaria era y con frecuencia sigue siendo un problema grave. Aproximadamente uno de cada 10 afroamericanos es portador, ya que su ascendencia reciente es de regiones afectadas por la malaria. Otras poblaciones en África, India, el Mediterráneo y el Medio Oriente también tienen frecuencias de alelos más altas. A medida que el tratamiento antimalárico efectivo se vuelve cada vez más disponible para las poblaciones afectadas por la malaria, se espera que la frecuencia de alelos para SCA disminuya, siempre que los tratamientos con SCA no estén disponibles o sean solo parcialmente efectivos. Si los tratamientos efectivos para la anemia falciforme están disponibles en el mismo grado, las frecuencias alélicas deben permanecer en sus niveles actuales en estas poblaciones. En este contexto, la "efectividad del tratamiento" se refiere a la aptitud reproductiva que otorga, más que al grado de alivio del sufrimiento. 

### Fibrosis quística
La fibrosis quística (FQ) es una enfermedad monogénica hereditaria autosómica recesiva de los pulmones, las glándulas sudoríparas y el sistema digestivo. El trastorno es causado por el mal funcionamiento de la proteína CFTR, que controla el transporte entre membrana de los iones de cloruro, que es vital para mantener el equilibrio del agua en el cuerpo. La proteína que funciona mal hace que se forme mucosidad viscosa en los pulmones y el tracto intestinal. Antes de los tiempos modernos, los niños nacidos con FQ tendrían una esperanza de vida de solo unos pocos años, pero la medicina moderna ha hecho posible que estas personas vivan hasta la edad adulta. Sin embargo, incluso en estos individuos, la FQ suele causar infertilidad masculina. Es la enfermedad genética más común entre las personas de ascendencia europea. 
La presencia de una sola mutación de la FQ puede influir en la supervivencia de las personas afectadas por enfermedades que implican la pérdida de líquido corporal, generalmente debido a la diarrea. La más común de estas enfermedades es el cólera, que solo comenzó a matar a los europeos milenios después de que la frecuencia de mutación de la FQ ya se había establecido en la población. Otra de esas enfermedades contra la que la FQ puede proteger es la fiebre tifoidea. Las personas con cólera a menudo mueren de deshidratación debido a la pérdida de agua intestinal. Se usó un modelo de ratón de CF para estudiar la resistencia al cólera, y los resultados se publicaron en Science en 1994 (Gabriel, et al.). El ratón heterocigoto (portador) tenía menos diarrea secretora que los ratones normales no portadores. Por lo tanto, durante un tiempo pareció que la resistencia al cólera explicaba la ventaja selectiva de ser portador de FQ y por qué el estado del portador era tan frecuente. 
Esta teoría ha sido puesta en duda mediante un estudio humano. Los datos anteriores se basaron únicamente en experimentos con ratones. Donde el estado heterocigoto era indistinguible del estado no portador.
Otra teoría para la prevalencia de la mutación de la FQ es que proporciona resistencia a la tuberculosis. La tuberculosis fue responsable del 20% de todas las muertes europeas entre 1600 y 1900, por lo que incluso la protección parcial contra la enfermedad podría explicar la frecuencia genética actual.
La hipótesis más reciente, publicada en el Journal of Theoretical Biology, propuso que una sola mutación de la FQ otorgara ventaja respiratoria a los primeros europeos que migraban hacia el norte hacia el páramo polvoriento dejado por el Último Máximo Glacial.
A partir de 2016, la presión selectiva para la alta prevalencia genética de mutaciones de la FQ aún es incierta y puede deberse a una deriva genética imparcial en lugar de una ventaja selectiva. Aproximadamente una de cada 25 personas de ascendencia europea es portadora de la enfermedad, y uno de cada 2500 a 3000 niños nacidos está afectado por la fibrosis quística. 

### Isomerasa de triosafosfato
La triosafosfato isomerasa (TPI) es una enzima central de la glucólisis, la vía principal para que las células obtengan energía al metabolizar los azúcares. En humanos, ciertas mutaciones dentro de esta enzima, que afectan la dimerización de esta proteína, son causales de una enfermedad rara, la deficiencia de triosafosfato isomerasa. Otras mutaciones, que inactivan la enzima (= alelos nulos) son letales cuando se heredan homocigóticamente (dos copias defectuosas del gen TPI), pero no tienen un efecto obvio en los heterocigotos (una copia defectuosa y una normal). Sin embargo, la frecuencia de alelos nulos heterocigotos es mucho mayor de lo esperado, lo que indica una ventaja heterocigótica para los alelos nulos TPI. La razón es desconocida; sin embargo, nuevos resultados científicos sugieren que las células que tienen una actividad de TPI reducida son más resistentes contra el estrés oxidativo. PlosOne, diciembre de 2006

### Resistencia a la infección por el virus de la hepatitis C
Existe evidencia de que la heterocigosidad genética en humanos proporciona una mayor resistencia a ciertas infecciones virales. Existe una proporción significativamente menor de heterocigosidad HLA-DRB1 entre los casos infectados con VHC que los casos no infectados. Las diferencias fueron más pronunciadas con los alelos representados como supertipos funcionales (P = 1.05 × 10−6) que con los representados como genotipos de baja resolución (P = 1.99 × 10−3). Estos hallazgos constituyen evidencia de que la heterocigosidad proporciona una ventaja entre los portadores de diferentes alelos HLA-DRB1 de supertipo contra la progresión de la infección por VHC a enfermedad hepática terminal en una población de estudio a gran escala a largo plazo.

### Heterocigosidad MHC y preferencias de olor humano
Múltiples estudios han demostrado, en experimentos doble ciego, las mujeres prefieren el aroma de los hombres que son heterocigotos en los tres loci de MHC. Las razones propuestas para estos hallazgos son especulativas; sin embargo, se ha argumentado que la heterocigosidad en los loci de MHC da como resultado más alelos para luchar contra una variedad más amplia de enfermedades, posiblemente aumentando las tasas de supervivencia contra una gama más amplia de enfermedades infecciosas. La última afirmación ha sido probada en un experimento, que mostró que los ratones exóticos que exhibían heterocigosidad por MHC mejoraron sus tasas de salud y supervivencia contra las infecciones por cepas múltiples.

### BAFF y enfermedad autoinmune
El factor de activación de células B (BAFF) es una citocina codificada por el gen TNFSF13B. Una variante del gen que contiene una deleción (GCTGT—> A) produce una transcripción de ARNm más corta que escapa a la degradación por microARN, aumentando así la expresión de BAFF, que en consecuencia regula la respuesta inmune humoral. Esta variante está asociada con el lupus eritematoso sistémico y la esclerosis múltiple, pero los portadores heterocigóticos de la variante tienen una menor susceptibilidad a la infección por malaria.